# Os Bambas
Grec Os Bambas é uma escola de samba da cidade de São Paulo.

## História
A entidade foi fundada como um time de futebol e de inicio tinha apenas este fim. O nome do time foi Esporte Clube Os Bambas.
Após uma reunião de um grupo de amigos na residência do Sr. Osvaldo Ignácio dos Santos, "Sr. Nenê", que foi escolhido como o primeiro presidente, o grupo resolveu incorporar uma escola de samba à entidade em 1980. A escola foi batizada pela Barroca Zona Sul e adotou as cores vermelha e branca e como símbolo um escorpião.
No ano seguinte, em 1981, a agremiação passou a ser uma escola de samba, desfilando pela primeira vez no bairro da Lapa. Em 1984, foi nomeado o Sr. Eduardo Grecco como presidente e foi oficializada a primeira verba para que ela pudesse desfilar no carnaval paulistano, onde permanece até hoje.

## Segmentos

### Presidentes
| Nome                                  | Mandato      | Ref.  |
| ------------------------------------- | ------------ | ----- |
| Osvaldo Ignácio dos Santos "Sr. Nenê" | 1979-?       |       |
| Maria Lúcia de Santana                | ?-atualidade | [ 2 ] |

### Diretores
| Ano  | Diretor de Carnaval   | Diretor geral de harmonia | Mestre de bateria | Ref.  |
| ---- | --------------------- | ------------------------- | ----------------- | ----- |
| 2019 | João Sant'anna "Brau" |                           | Jeferson e Tóia   | [ 3 ] |

### Casal de Mestre-sala e Porta-bandeira
| Ano   | Nome             | Ref.  |
| ----- | ---------------- | ----- |
| 2019  | Zé Carlos e Lia  | [ 3 ] |
| Atual | Evandro e Denise |       |

## Carnavais
| Ano  | Colocação | Grupo | Enredo | Carnavalesco | Intérprete | Ref           |
| ---- | --- | --- | --- | --- | --- | ------------- |
| 1981 | - | UESP | Alberto Santos Dumont | Clarismundo Aparecido da Silva                                                                                         | |               |
| 1982 | 7º lugar | Vaga Aberta | Índios e Colonos | | | [ 4 ]         |
| 1983 | 9º lugar | Vaga Aberta | Exaltação às Flores | | | [ 4 ]         |
| 1984 | 7º lugar | Vaga Aberta | A Lenda Encantada do Baixo São Francisco                                                                                              | | | [ 4 ]         |
| 1985 | 5º lugar | Vaga Aberta | Exaltação à Porta Bandeira | | | [ 4 ]         |
| 1986 | 6º lugar | Vaga Aberta | O Nego no Século Passado | | | [ 4 ]         |
| 1987 | 1º lugar | Vaga Aberta | Criança, Seu Mundo de Sonhos | | | [ 4 ]         |
| 1988 | 3º lugar | 3- UESP | Sonho de Sambista | | | [ 4 ]         |
| 1989 | 7º lugar | 2- UESP | Também Dança Quem Não Dança | | | [ 4 ]         |
| 1990 | 9º lugar | 2- UESP | Negros Maravilhosos de Baltazar a Pelé                                                                                                | | | [ 4 ]         |
| 1991 | 8º lugar | 3- UESP | O Menino, o Sonho e o Circo | | | [ 4 ]         |
| 1992 | 1º lugar | 4- UESP | Os Grandes Poetas | | | [ 4 ]         |
| 1993 | 9º lugar | 3- UESP | Adoniran Barbosa | | | [ 4 ]         |
| 1994 | 3º lugar | 4- UESP | Superstições e Tradições Paulistanas                                                                                                  | | | [ 4 ]         |
| 1995 | 5º lugar | 4- UESP | Samba: Que Palavra é Essa? | | | [ 4 ]         |
| 1996 | 6º lugar | 4- UESP | Santo Amaro Antigo - A 1ª Siderúrgica de Santo Amaro e das Américas                                                                   | | | [ 4 ]         |
| 1997 | 6º lugar | 4- UESP | África | | | [ 4 ]         |
| 1998 | 1º lugar | 3- Sul | Direito do Povo, Dever da Nação - Paulo Freire, Um Vôo Para a Liberdade                                                               | | | [ 4 ]         |
| 1999 | 8º lugar | 2- UESP | Mamonas Assassinas Jamais te Esqueceremos                                                                                             | | | [ 4 ]         |
| 2000 | 10º lugar | 2- UESP | Isso é Outros 500 - Que História é Essa?                                                                                              | | | [ 4 ]         |
| 2001 | 8º lugar | 3- Oeste | Do Egito ao Serenguete | | | [ 4 ]         |
| 2002 | 2º lugar | Espera | Quilombo dos Palmares | | | [ 4 ]         |
| 2003 | Desclassificada | Espera | Alimentando Sonhos - Cafú, Do Jardim Irene ao Japão                                                                                   | | | [ 4 ]         |
| 2004 | 9º lugar | Espera | A Periferia é o Palco | | | [ 4 ]         |
| 2005 | 1º lugar | Espera | Eu jogo o jogo da vida | | | [ 4 ]         |
| 2006 | 11º lugar | 3- UESP | Do Passado ao Presente, Minha Origem, Minha História e os Meus Tempos de Glória                                                       | | | [ 4 ]         |
| 2007 | 6º lugar | 3- UESP | Em Uma Noite de Emoção, "Os Bambas" Conta "Mil e Uma Noites" Além da Imaginação                                                       | | | [ 4 ]         |
| 2008 | 3º lugar | 3- UESP | João da Cruz e Souza - O Cisne Negro                                                                                                  | | | [ 4 ]         |
| 2009 | 4º lugar | 3-UESP | Os Bambas Mexem nas Artes e Revela Julio Gerra: Guerreiro no Nome, Guerreiro da Vida                                                  | Adilson de oliveira / Rhangel Mattos / Bill Rosa / Ricardo / Zé Maria / Douglas / Rogerinho / Adilson Solução          | |               |
| 2010 | 7º lugar | 3-UESP | Senhoras e Senhores, Respeitável Público, Orgulhosamente Apresentamos Nossa Principal Atração, Uma Viagem Pelo Mundo Magico do Circo. | Felipe Milanes | |               |
| 2011 | 2º lugar | 3-UESP | Planeta Terra, o futuro está em nossas mãos, vamos reconstruir a natureza e recriamos a vida.                                         | Rodrigo Oliveira | |               |
| 2012 | 6º Lugar | 2-UESP | Nada Melhor que um Final de Semana.                                                                                                   | Rodrigo Paulo / Rogerinho Oliveira / Bil Rosa                                                                          | |               |
| 2013 | 12º Lugar | 2-UESP | Em noite de bambas, mistérios, magias e belezas!                                                                                      | | | [ 5 ]         |
| 2014 | 14º lugar | 3-UESP | Quem contou um conto... Também viveu um sonho! Compositores:Zé Maria, Rogerinho e Douglas                                             | | | [ 2 ]         |
| 2015 | 3º lugar | 4-UESP | Os contos de fadas | Comissão de Carnaval                                                                                                   | | [ 3 ]         |
| 2016 | 9º lugar | 4-UESP | Maktub... minha sorte escrita nas estrelas                                                                                            | | Jairo Santos | [ 6 ] [ 7 ]   |
| 2017 | 6º lugar | 4-UESP | Os segredos das águas do Amazonas. Os Bambas fez um rio de samba                                                                      | | |               |
| 2018 | 10º Lugar | 4-UESP | A Dama do Samba | | Douglas (Douglinhas), Edson (Pó), Antonio (Toninho Gogó) e Alex Moura                                                  | [ 8 ]         |
| 2019 | 2º Lugar | Bairros 2 | Os Bambas Visitam o Sitio do Picapau Amarelo                                                                                          | André Luis Oliveira Marcelo                                                                                            | | [ 9 ] [ 10 ]  |
| 2020 | 8º Lugar | Acesso 1 de Bairros 1                                                                                                  | Fruto das lágrimas de Iaçá (Odmar do Banjo / Rogerinho Oliveira/ Douglinhas do Rosa                                                   | | | [ 11 ]        |
| 2021 | Inicialmente adiados para o mês de julho, os desfiles do Carnaval 2021 foram cancelados devido a pandemia de Covid-19. | Inicialmente adiados para o mês de julho, os desfiles do Carnaval 2021 foram cancelados devido a pandemia de Covid-19. | Inicialmente adiados para o mês de julho, os desfiles do Carnaval 2021 foram cancelados devido a pandemia de Covid-19.                | Inicialmente adiados para o mês de julho, os desfiles do Carnaval 2021 foram cancelados devido a pandemia de Covid-19. | Inicialmente adiados para o mês de julho, os desfiles do Carnaval 2021 foram cancelados devido a pandemia de Covid-19. | [ 12 ]        |
| 2022 | 5º Lugar | Acesso 1 de Bairros | Perder ou ganhar o importante é jogar                                                                                                 | | Jairo Santos | [ 13 ] [ 14 ] |
| 2023 | 7º Lugar | Acesso 1 de Bairros | Os Bambas e a Poesia de Armando da Mangueira                                                                                          | | | [ 15 ]        |
| 2024 | 9º Lugar | Acesso 1 de Bairros | Sonhos de uma noite de Carnaval | Lucas Pinto | Rogerinho Oliveira, Douglas do Rosa, Nando Santana, Gil Soares e Edson (Pó)                                            | [ 16 ]        |